# لامبال
لامبال (به فرانسوی: Lamballe) یک کمون در فرانسه است که در Canton of Lamballe واقع شده‌است.

## خصوصیات
لامبال ۹۰٫۲۱ کیلومترمربع مساحت و ۱۳٬۸۰۴ نفر جمعیت دارد.

## خواهرخوانده
شهر اولیویرا دو بایرو خواهرخواندهٔ لامبال هست.